# Barry Nelson (cestista)
Barry G. Nelson (19 settembre 1949) è un ex cestista statunitense, professionista nella NBA.

## Carriera
Venne selezionato dai Milwaukee Bucks al quinto giro del Draft NBA 1971 (85ª scelta assoluta).